# Dunkler Kleintenrek
Der Dunkle Kleintenrek (Microgale jobihely), auch Nördlicher Kleintenrek oder Nördlicher Kleintanrek, ist eine Säugetierart aus der Gattung der Kleintenreks innerhalb der Familie der Tenreks. Er kommt mit zwei voneinander getrennten Populationen im nördlichen und zentral-östlichen Madagaskar vor. Der Lebensraum der Tiere umfasst bewaldete Bergländer. Die Art stellt einen mittelgroßen Vertretern der Kleintenreks dar, sie zeichnet sich durch einen kräftigen Körper mit agoutiartiger Fellzeichnung, einen langgestreckten Kopf mit schmaler Schnauze und einen Schwanz aus, der nur wenig kürzer als der restliche Körper ist. Die Tiere sind wahrscheinlich bodenbewohnend, über die Lebensweise ist allerdings nur wenig bekannt. Die wissenschaftliche Erstbeschreibung der Art erfolgte im Jahr 2006. Sie ist in ihrem Bestand stark bedroht.

## Merkmale

### Habitus
Der Dunkle Kleintenrek gehört zu den mittelgroßen Vertretern der Kleintenreks. Seine Kopf-Rumpf-Länge beträgt 5,3 bis 6,2 cm, der Schwanz wird 4,5 bis 5,7 cm lang, was nur wenig kürzer ist als der restliche Körper. Das Körpergewicht liegt bei 8 bis 10 g. Im Körperbau entspricht der Dunkle Kleintenrek seinen Gattungsgenossen. Der Körper wirkt spindelförmig, die Beine sind kurz und kräftig und der Kopf ist langgestreckt und vorn zugespitzt. Das Rückenfell zeigt etwa von der Basis der Ohren bis zur Wurzel des Schwanzes und einschließlich der Seiten eine Mischung aus vollständig schwarzen und dunkel rotbraunen Haaren, wodurch ein agouti-artiges Fellmuster entsteht. Einzelne Leithaare sind dunkelbraun und 5 bis 6 mm lang. Die Unterseite besitzt ein feiner texturiertes Fell, das etwas heller gefärbt ist. Die Agouti-Zeichnung entsteht hier durch eine Mischung aus mattbraunen bis graubraunen Haaren, deren Basen aber mittelgrau erscheinen. An den Seiten besteht eher ein fließender Übergang von der Zeichnung der Ober- zur Unterseite. Die Ohren sind mit 13 bis 14 mm Länge vergleichsweise kurz. Die Ohrmuschel besteht aus dunkelbrauner Haut, die innen und außen mit ebenso gefärbten Haaren bedeckt ist. Die Vibrissen sind schwarz, sie werden an der Schnauze 15 und an der Nase 5 mm lang. Der Schwanz hat oberseits eine dunkelbraune, unterseits eine blassbraune Haut. Das feine Fell, das den Schwanz bedeckt, ist auf der Rückenseite eher schwarz, auf der Unterseite eher rötlich braun gefärbt. Die Vorder- und Hinterfüße verfügen über jeweils fünf Strahlen. Die Oberseite der Füße bedeckt dunkelbraunes Fell, an den Hinterfüßen ragen kleine Haarbüschel über die Krallen. Die Gesamtlänge des Hinterfußes beträgt 12 bis 13 mm, was ebenfalls relativ kurz ist. Der Innenstrahl des Hinterfußes erreicht weniger als ein Drittel der Länge des seitlich anliegenden zweiten Strahls, der Außenstrahl weist dagegen zwei Drittel der Länge des vierten auf. Die drei Innenstrahlen (II bis IV) sind nahezu gleich lang.

### Schädel- und Gebissmerkmale
Der Schädel wird 20 bis 20,6 mm lang und am Hirnschädel 9,2 mm breit. Insgesamt erscheint er eher kurz und an den Seiten etwas abgeflacht. Das Rostrum ist eher kurz und schmal, die Nasenbeine sind aber verlängert. Hinter den Augen tritt eine leichte seitliche Einschnürung des Schädels auf. Das Stirnbein wölbt sich leicht auf, der Wulst am Hinterhauptsbein wirkt schwach. Die Jochbögen sind nicht geschlossen. Der Unterkiefer ist schlank und verfügt über einen kurzen sowie schmalen Winkelfortsatz, der Kronenfortsatz weist nach hinten. An der Schädelbasis besteht eine nur schwach eingedellte Glenoidgrube als Verbindung mit dem Unterkiefergelenk.
Der Gebissaufbau gleicht dem der anderen Kleintenreks, die Zahnformel lautet: {\displaystyle {\frac {3.1.3.3}{3.1.3.3}}}. Die Zahnreihen laufen im mittleren und hinteren Abschnitt etwa parallel zueinander und konvergieren nach vorn leicht. Insgesamt wirkt das Gebiss wenig robust. In der oberen Zahnreihe treten kleinere Lücken zwischen den ersten beiden Schneidezähnen sowie zwischen dem Eckzahn und dem vordersten Prämolaren auf, im Unterkiefer fehlen auffällige Diastemata. Der obere innere Schneidezahn ist vergrößert und zweihöckrig (bicuspid), der zweite Incisivus erreicht nur die Hälfte der Höhe des ersten, ist aber dreihöckrig (tricuspid). Der letzte, nur einhöckrige (unicuspide) Schneidezahn ist am kleinsten, während der Eckzahn wiederum fast die Höhe des zweiten besitzt. Im Unterkiefer weisen die ersten beiden Schneidezähne und der Eckzahn nahezu die gleiche Größe auf. Die Backenzähne zeigen ein typisch zalambdodontes Kauflächenmuster mit drei markanten Höckerchen. Die beiden letzten Prämolaren im oberen Gebiss sind sehr groß, der letzte wird größer als die noch folgenden Molaren. der letzte obere Mahlzahn ist in seiner Größe stark reduziert. Im unteren Gebiss ähneln sich der letzte Prämolar und die drei Molaren in ihrer Größe. Die Gesamtlänge der oberen Zahnreihe beträgt 9,2 bis 9,6 mm.

## Verbreitung

Verbreitungsgebiet des Dunklen Kleintenreks

Der Dunkle Kleintenrek kommt mit zwei deutlich voneinander getrennten Populationen im nördlichen und zentral-östlichen Teil von Madagaskar vor. Im Norden ist er anhand von zwölf Individuen von zwei Fundstellen an den südwestlichen Hängen des Tsaratanana-Massiv in der Provinz Mahajanga belegt. Die Fundstellen befinden sich in Höhenlagen von 1420 bis 1680 m. Die Region besteht aus Bergwäldern mit bis zu 15 m hohen Bäumen, das Kronendach ist aber nicht vollständig geschlossen. Typisch sind zahlreiche Lianen, der Boden ist von einer spärlichen Krautschicht bedeckt und mit verrottenden Baumstämmen durchsetzt. Die beiden Fundstellen, einerseits der Forêt du lac Matsiborimena, andererseits der Forêt d’Analapakila, liegen nur 12 km auseinander. Da das Gebiet den Erstnachweis der Art erbrachte, galt der Dunkle Kleintenrek anfänglich als einer der wenigen Vertreter der Gattung mit stärker eingeschränktem Verbreitungsgebiet. Als Ursache wurde der steilere Aufbau und die stärkere geographische Isoliertheit des Tsaratanana-Massiv angesehen, das mit dem Maromokotro auch den höchsten Berg der Insel einschließt. Im Gegensatz dazu sind die zentralen Hochländer Madagaskars stärker miteinander verbunden und weniger schroff gestaltet. Im Jahr 2010 wurde von einer weiteren Population des Dunklen Kleintenreks im Forêt d’Ambatovy-Analamay rund 485 km südöstlich des Tsaratanana-Massiv in der Provinz Toamasina berichtet. Dort konnten sechs Individuen an drei Fundlokalitäten in 1000 bis 1110 m Höhe beobachtet werden, die Fundpunkte verteilen sich auf einer Fläche von 0,43 km². Während sich beiden Populationen äußerlich ähneln, sind die Tiere im östlichen Madagaskar durchschnittlich etwas größer (Gesamtlänge 12,2 bis 13,1 cm) sowie geringfügig schwerer (Gewicht 8,5 bis 10 g), haben einen etwas kürzeren Schwanz und zeigen einzelne morphometrische Abweichungen im Bezug auf die Schädel- und Gebissmerkmale gegenüber ihren Verwandten aus dem Norden. Die Fundstellen befinden sich in dichten, feuchten Wäldern mit offenem Unterholz, der Boden ist allerdings ultrabasisch, was auf das Vorhandensein von Nickel und Kobalt zurückzuführen ist. Der Dunkle Kleintenrek tritt hier sympatrisch mit verschiedenen weiteren Kleintenreks auf, etwa dem Cowan-Kleintenrek (Microgale cowani), dem Thomas-Kleintenrek (Microgale thomasi) oder dem Kleinen Langschwanz-Kleintenrek (Microgale longicaudata). Die Ausdehnung des Gesamtverbreitungsgebietes wird mit 282 km² angegeben, unter der Voraussetzung, dass zwischen den beiden isolierten Beständen weitere existieren, könnte diese maximal 9000 km² betragen.

## Lebensweise
Die Lebensweise des Dunklen Kleintenreks ist kaum erforscht. Alle bisher bekannten Individuen wurden am Boden beobachtet, so dass die Art höchstwahrscheinlich terrestrisch lebt. Darauf weist auch der Bau der Füße mit ihren nahezu gleich langen Strahlen II bis IV hin. Die Tiere des Tsaratanana-Massivs wurden in einem sehr kurzen Zeitraum von etwa einer Woche im März 2003 gefangen, sie repräsentieren verschiedene Altersklassen einschließlich eines milchproduzierenden Weibchens. Dies spricht dafür, dass die Fortpflanzung wohl jahreszeitlich nicht gebunden ist.

## Systematik
Der Dunkle Kleintenrek ist eine Art aus der Gattung der Kleintenreks (Microgale) innerhalb der Familie der Tenreks (Tenrecidae). Die Kleintenreks stellen zusammen mit den Reiswühlern (Oryzorictes) und den Vertretern der Gattung Nesogale die Unterfamilie der Reistenreks (Oryzorictinae). Bisher sind mehr als 20 Arten der Kleintenreks bekannt, wodurch sie den formenreichsten Vertreter der Familie bilden. Aufgrund einiger morphologischer Merkmale gelten sie als eher ursprünglich innerhalb der Tenreks. Die Gattung formte sich bereits im Unteren Miozän vor etwa 16,8 Millionen Jahren heraus, in der Folgezeit diversifizierte sie sich sehr stark. Die heutigen Vertreter sind an verschiedene Lebensweisen angepasst, die von teils unterirdisch grabenden über oberirdisch lebenden bis zu baumkletternden und wasserbewohnenden Varianten reichen. Der größere Teil der Kleintenreks bewohnt die feuchten Wälder des östlichen Madagaskar, einige wenige Arten sind in den trockeneren Landschaften des westlichen Inselteils anzutreffen. Innerhalb der Gattung lassen sich verschiedene Verwandtschaftsgruppen nachweisen. Der Dunkle Kleintenrek steht dabei in morphologischer wie molekulargenetischer Hinsicht dem Cowan-Kleintenrek (Microgale cowani) nahe, letzterer ist aber größer und deutlich weiter verbreitet. Der genetische Abstand der beiden Arten liegt bei 14,7 bis 16,8 %, was etwa den Werten bei anderen Schwestertaxa innerhalb der Kleintenreks entspricht.
Die wissenschaftliche Erstbeschreibung des Dunklen Kleintenreks wurde im Jahr 2006 von Steven M. Goodman und Forscherkollegen erstellt. Sie basiert auf zwölf Individuen vom Südwesthang des Tsaratanana-Massivs im Norden Madagaskars. Alle Individuen wurden im März 2003 aufgesammelt. Als Holotyp dient ein ausgewachsenes Weibchen, das 12,1 cm lang und 10 g schwer ist. Es stammt aus den Wäldern um den See Matsiborimena etwa 4 km nördlich der Ortschaft Bemanevika in der Provinz Mahajanga. Die Region, die die Typuslokalität darstellt, liegt in 1600 bis 1680 m Höhe über dem Meeresspiegel. Das Artepitheton jobihely entstammt dem nördlichen Dialekt der madagassischen Sprache, in welchem joby etwa „dunkel“ oder „schwarz“ und hely so viel wie „klein“ bedeutet. Es verweist somit auf das Aussehen und die Größe der Tiere.

## Bedrohung und Schutz
Das Verbreitungsgebiet ist relativ klein, die Art ist nur von zwei deutlich voneinander getrennten Populationen bekannt, die sich auf drei Fundstellen verteilen. Die Wälder der beiden nördlichen Fundstellen unterliegen anthropogenen Eingriffen in Form von landwirtschaftlicher Nutzung und Holzeinschlag zur Herstellung von Baumaterialien. Ein nahe gelegenes Feuchtgebiet wird nun zum Anbau von Reis genutzt. Die beiden Fundlokalitäten befinden sich außerhalb des Tsaratanana-Nationalparks, werden aber vom Bemanevika Corridor, einem nichtstaatlichen Schutzgebiet, eingeschlossen. Die zentral-östliche Population lebt in naturnahen, aber fragmentierten Wäldern. Das Gebiet ist stark durch Bergbau beeinflusst, liegt jedoch innerhalb des Ankeniheny-Zahamena Corridor, einem ebenfalls nichtstaatlichen Schutzgebiet. Die IUCN listet den Dunklen Kleintenrek als „stark bedroht“ (endangered).